# Dujker zebrowaty
Dujker zebrowaty (Cephalophula zebra) – gatunek ssaka parzystokopytnego z rodziny wołowatych (Bovidae), zaliczany do plemienia dujkerów (Cephalophini).

## Systematyka
Gatunek przeniesiony w 2022 roku z Cephalophus do monotypowego rodzaju Cephalophula.
Nie wyróżniono podgatunków dujkera zebrowatego.

## Występowanie i biotop
Obecny zasięg występowania gatunku obejmuje tereny Afryki Zachodniej od Sierra Leone po Wybrzeże Kości Słoniowej. Jego siedliskiem są obszary zalesione, głównie nizinne.

## Charakterystyka ogólna
| Podstawowe dane         | Podstawowe dane |
| ----------------------- | --------------- |
| Długość ciała           | 85–90 cm        |
| Wysokość w kłębie       | 40–50 cm        |
| Ogon                    | 10–15 cm        |
| Masa ciała              | 9–20 kg         |
| Dojrzałość płciowa      |                 |
| Ciąża                   | 221–229 dni     |
| Liczba młodych w miocie | 1               |
| Długość życia           | brak danych     |

### Wygląd
„Zebrowate” ubarwienie tego dujkera jest tak charakterystyczne, że trudno go pomylić z jakimkolwiek innym ssakiem parzystokopytnym. Przez grzbiet ciała – od jednego do drugiego boku – przechodzi 12–15 czarnych, pionowo ułożonych pasów. Pasy zaczynają się tuż za karkiem i kończą przy nasadzie ogona. Pozostałe części ciała przyjmują zabarwienie złote, kremowe i czerwonawo-brązowe. Spodnia część ciała jest jaśniejsza – żółtawa do niemal białej. Układ pasów jest specyficzny dla każdego osobnika. Rogi występują u obu płci i są wykorzystywane do przepędzania intruzów z zajmowanego terytorium.

### Tryb życia
Poza okresem rozrodu prowadzą samotniczy tryb życia. Samica rodzi jedno młode, którym następnie opiekują się obydwoje rodzice. Dujkery zebrowate żywią się owocami i liśćmi. Są gatunkiem terytorialnym.

## Zagrożenia i ochrona
Za główne przyczyny zagrożenia wyginięciem uważane jest niszczenie lasów. Dujker zebrowaty jest czasami obiektem polowań dla mięsa. Gatunek jest objęty konwencją waszyngtońską  CITES (załącznik II). W Czerwonej księdze gatunków zagrożonych Międzynarodowej Unii Ochrony Przyrody i Jej Zasobów został zaliczony do kategorii VU (vulnerable – narażony na wyginięcie).